# TerraSAR-X
TerraSAR-X（テラサーエックス）は2007年に打ち上げられたドイツの地球観測衛星。Xバンド合成開口レーダーを持つ商用画像サービスの衛星としては世界初であり、Lバンド等を用いる従来の合成開口レーダー衛星と比較してより高い地表解像度を持つ。さらに2010年に打ち上げられた同型の衛星TanDEM-X（タンダムエックス）と連携した観測を行うことで3次元の地形データも取得可能となっている。

## 概要
TerraSAR-Xはドイツ連邦教育研究省(BMBF)とEADS アストリアムの官民パートナーシップによる最初の衛星計画であり、Xバンドレーダーの高精度な画像を撮影し科学研究と商業利用の両目的に使用する。衛星製造と打ち上げ費用1億3000万ユーロは、ドイツ航空宇宙センター(DLR)が1億200万ユーロ、アストリウム側が2800万ユーロをそれぞれ分担している。
2002年にアストリウムはTerraSAR-Xの製作を受注し、ドイツ南部のフリードリヒスハーフェンにある同社の衛星製造施設で組み立てが行われた。TerraSAR-Xの形状は長さ4.9mの六角柱であり、その側面の一つに合成開口レーダーのアンテナアレイが取り付けられている。2007年6月15日にカザフスタンのバイコヌール宇宙基地よりISCコスモトラス社のドニエプルロケットを使用して打ち上げられ、地球の明暗境界線上を周回する太陽同期軌道に投入された。
TerraSAR-Xの運用管理はDLRが担当し、ドイツ宇宙オペレーションセンター(GSOC)において衛星の管制を行う。正式な衛星の運用は2008年1月7日に開始された。2010年6月21日には同型のTanDEM-Xが打ち上げられ、その1ヵ月後には衛星2基の連携観測による最初の3次元デジタルイメージが取得されている。現在は後継機として地表解像度を50cmに向上させたTerraSAR-X2の開発が進められている。

## 運用
衛星の運用は科学研究と商用事業に半分ずつ使われる形で稼働時間をシェアしている。科学研究目的の画像配布はDLRの管理下に行われ、一般顧客向けにはアストリウムの子会社であるInfoterra社を通じて画像が販売される。これらのスケジュールされたサービスの他に、TerraSAR-Xは突発的な災害・自然現象への対処にも活用されている。
- 2011年3月の東日本大震災においては、DLRから国際災害チャータを通じてTerraSAR-Xの画像が日本に提供されるとともに[6]、TerraSAR-Xの画像販売権を持つ日本代理店パスコも社会貢献事業として津波被害に関する衛星画像を撮影し公開した[7]。

- 2013年7月には光学観測が難しい極夜の南極を撮影し、パイン島氷河の亀裂が拡大して面積720km2の巨大氷山が生じたことを観測している[8]。

- 2014年1月、南極海で氷に閉じ込められたロシアの耐氷調査船アカデミック・ショカリスキーと、同船の救助に向かい同じく動きが取れなくなった中国の砕氷船雪龍の事故に際しては、TerraSAR-Xは周辺の海氷状況を撮影してリアルタイムに近い画像をオーストラリアの救助センターに提供することで救難活動を支援した[9]。

## 観測機器
- Xバンド合成開口レーダー TSX-SAR (TerraSAR-X SAR instrument)

Xバンド（波長3.1cm/周波数9.65GHz）のマイクロ波を用いるアクティブフェーズドアレイレーダーで、曇天下および夜間の撮影も可能である。4種類の観測モードがあり、解像度が最も高いSpotLightモードでは地上分解能1mで撮影範囲5×10km、レーダーのビーム幅を広げたScanSARモードでは地上分解能16mで撮影範囲100×1500kmの性能を持つ。運用中は衛星の側面に取り付けられたレーダーアンテナが、進行方向に対して斜め右または左下方（オフナディア角33.8度）を向くよう姿勢制御され、レーダー走査はこの角度を中心に±19.2度の範囲で行われる。TanDEM-Xに搭載されたレーダー装置もこれと同型であり、数百mから数十kmの距離をおいて編隊飛行する2基の衛星が協調して干渉合成開口レーダー(InSAR)を構成することで、高分解能の標高データを取得することが可能となっている。
- この他にレーザー光通信の実験装置と、衛星追跡のためのレーザー反射器を搭載している。